# Mysis polaris
Mysis polaris är en kräftdjursart som beskrevs av Holmquist 1959. Mysis polaris ingår i släktet Mysis och familjen Mysidae. Inga underarter finns listade i Catalogue of Life.